# Suctobelbila spicata
Suctobelbila spicata är en kvalsterart som beskrevs av Arthur P. Jacot 1938. Suctobelbila spicata ingår i släktet Suctobelbila och familjen Suctobelbidae.

## Underarter
Arten delas in i följande underarter:
- S. s. spicata
- S. s. lanceolata